# Ítalo Fratezzi
Ítalo Fratezzi, genannt Bengala, (* 24. Mai 1906 in Belo Horizonte; † 22. Mai 1980 ebenda) war ein brasilianischer Fußballspieler und -trainer.

## Karriere
Bengala, dessen Laufbahn sich in den 1930ern und -40ern abspielte, trat hauptsächlich für den Cruzeiro EC an, damals noch bekannt unter Palestra Itália. Er gewann mit diesem Verein vier Mal die Staatsmeisterschaft von Minas Gerais. Als Spieler soll er in 281 Spielen 171 Tore erzielt haben.
Unter Fratezzi als Trainer betrieb Palestra Itália in den 1930er und 1940er Jahren aktiv Basketball. Die Jugendbasketballmannschaft führte er 1944 ungeschlagen zum Nationalmeistertitel.

## Erfolge
Palestra Itália
- Als Spieler
  - Staatsmeisterschaft von Minas Gerais (4): 1928, 1929, 1930, 1932

- Als Trainer

Palestra Itália
- Staatsmeisterschaft von Minas Gerais: 1940, 1944